# روبن سميث (لاعب هوكي الجليد)
روبن سميث (بالنرويجية البوكمول: Ruben Smith)‏ هو لاعب هوكي الجليد نرويجي، ولد في 15 أبريل 1987 في ستافانغر في النرويج.

## وصلات خارجية
- روبن سميث على موقع EliteProspects.com (الإنجليزية)
- روبن سميث على موقع Eurohockey.com (الإنجليزية)
- روبن سميث على موقع أوليمبيديا (الإنجليزية)